# NGC 3849
NGC 3849 (również IC 730 lub PGC 36658) – galaktyka spiralna (S0-a), znajdująca się w gwiazdozbiorze Panny. Odkrył ją David Todd 11 lutego 1878 roku.